# Mario Wolfinger
Mario Wolfinger (* 24. März 1982) ist ein ehemaliger liechtensteinischer Fussballspieler.

## Karriere

### Verein
Seine Vereinslaufbahn ist bis auf eine mindestens zweijährige Station beim USV Eschen-Mauren sowie einer mindestens vierjährigen Station beim FC Balzers unbekannt.

### Nationalmannschaft
Wolfinger gab sein Länderspieldebüt in der liechtensteinischen Fussballnationalmannschaft am 13. Februar 2002 beim 0:1 gegen die Färöer-Inseln im Rahmen eines Freundschaftsspiels, als er in der 90. Minute für Andreas Gerster eingewechselt wurde. Bis 2005 war er insgesamt drei Mal für sein Heimatland im Einsatz.